# کفر طحله
کفر طحله (به عربی: کفر طحلة) یک منطقهٔ مسکونی در مصر است که در استان قلیوبیه واقع شده‌است. کفر طحله ۴٬۰۸۰ نفر جمعیت دارد.